# Abbazia di Essen

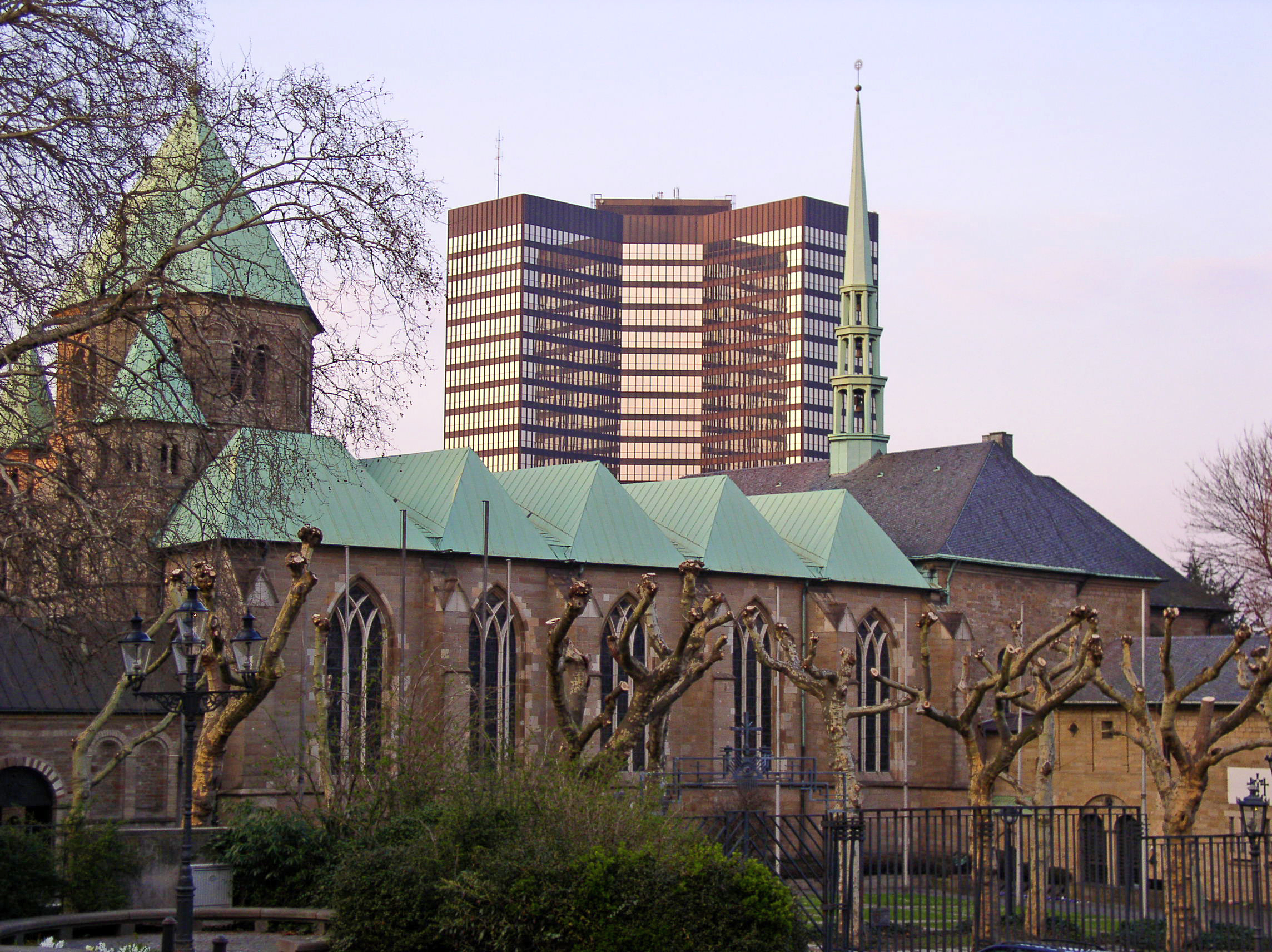
La Cattedrale di Essen (Essener Münster), formalmente chiesa abbaziale del complesso di Essen, sovrastata quasi dall'edificio del moderno municipio della città

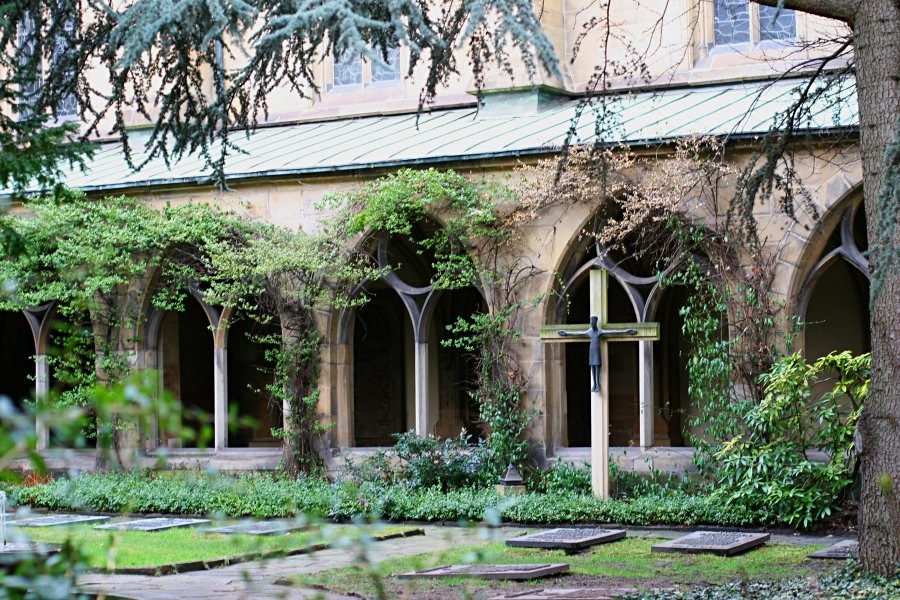
Chiostro della chiesa abbaziale con il cimitero dei canonici della cattedrale

L'abbazia di Essen (Stift Essen) fu una fondazione collegiale per sole donne dell'alta nobiltà, ossia una collegiata di canonichesse nobili, a Essen. La chiesa abbaziale è l'attuale cattedrale di Essen. Essa venne fondata attorno all'845 dal sassone Altfrido (morto nell'874), poi vescovo di Hildesheim e santo, preso la reale residenza detta di Astnidhi, che diede successivamente il nome alla città ed al complesso abbaziale. La prima badessa di cui ci sia noto il nome fu una parente di Alfrido, Gerswit.

## Storia
Per la sua vicinanza con i Liudolfingi (famiglia all'epoca regnante sul trono imperiale), l'abbazia ottenne il titolo di abbazia imperiale tra l'874 ed il 947. I suoi anni migliori iniziarono dal 973 sotto il governo della badessa Matilde II, pronipote di Ottone I, ella stessa una Liudolfingia, che governò l'abbazia sino al 1011. Durante questo periodo vennero realizzati la maggior parte dei grandi tesori che ancora oggi sono conservati nella cattedrale di Essen. Le successive due badesse che seguirono furono probabilmente con lei imparentate e furono in grado di mantenere il grande status raggiunto da questa abbazia, incrementandone sempre più l'influenza a tal punto che nel 1228 alle reggenti venne concesso il titolo di principesse-badesse. Dal 1300 le badesse di Essen presero residenza stabile al castello di Borbeck.
Il territorio sottoposto al governo abbaziale si estendeva da Emscher sino alla Ruhr, e comprendeva per l'appunto anche la città di Essen. A nord di questo territorio, inoltre, si trovava il monastero di Stoppenberg, fondato nel 1073, mentre a sud si trovava la collegiata di Rellinghausen. Tra i possedimenti diretti dell'abbazia si trovava anche l'area attorno a Huckarde, ai confini della Contea di Dortmund, dalla quale era separata dalla presenza della contea di Mark. Approssimativamente si trovavano nell'area circa 3000 aziende agricole che dipendevano dall'abbazia tra cui Vest Recklinghausen a Hellweg, oltre a Bad Breisig e Bad Godesberg. Dal 1512 entrò a far parte del circolo del basso Reno-Westfalia, rimanendovi sino alla dissoluzione dell'autorità abbaziale.
Dal 1802, infatti, il territorio venne occupato dalle truppe prussiane e l'abbazia venne dissolta nel suo potere temporale nel 1803. Il suo territorio passò quindi alla Prussia e successivamente dal 1806/1807 al 1813 al Ducato di Berg per poi tornare nuovamente in mano prussiana. L'ultima badessa, Maria Cunegonda di Sassonia, morì l'8 aprile 1826 a Dresda ed apparteneva alla famiglia reale di Sassonia.
Quando nel 1958 venne eretta la diocesi di Essen la chiesa abbaziale ottenne il rango di cattedrale e il suo tesoro passò ad uso dei nuovi vescovi che qui presero sede.

## Elenco delle badesse, poi principesse-badesse, di Essen
Le date di reggenza delle varie badesse sono sovente incomplete. La sequenza da Gerswid II a Ida è incerta, in particolare dalla badessa Agana.
- Gerswid I (c. 850) (parente di Sant'Altfrido)
- Gerswid II (c. 880)
- Adalwi (m. 895(?))
- Wicburg (about 896–906)
- Matilde I (907–910)
- Hadwig I (910–951) – secondo alcuni sotto di lei l'abbazia ottenne la denominazione di abbazia imperiale
- Agana (951–965)
- Ida (966–971)
- Matilde II (971–1011) (pronipote di Ottone I di Sassonia)
- Sofia I (1012–1039) (figlia di Ottone II di Sassonia; badessa di Gandersheim dal 1001)
- Teofano (1039–1058) (pronipote di Ottone II)
- Svanhild (1058–1085) – fondatrice del monastero di Stoppenberg
- Lutgardis (c. 1088–1118)
- Oda (di Calw?) (1119–1137)
- Ermentrudis (c. 1140–dopo il 1154)
- Hadwig von Wied (1154–c. 1172) (badessa di Gerresheim)
- Elisabeth I (1172–prima del 1216) (badessa di Santa Maria in Kapitol (Colonia) e dell'abbazia di Vreden)
- Aleidis (1216–1237)
- Elisabeth II (c. 1237–1241)
- Bertha di Arnsberg (dopo il 1243–1292)
- Beatrix di Holte (1292–1327)
- Kunigunde di Berg (1327–rinuncia nel 1337; m. 1355) (badessa di Gerresheim)
- Katharina del La Marca (1337–1360)
- Irmgard di Broich (1360–1370)
- Elisabeth di Nassau (1370–rinuncia nel ?; m. 1412)
- Margarete del La Marca-(Arensberg) (1413–rinuncia nel 1426; m. 1429)
- Elisabeth Stecke von Beeck (1426–1445)
- Sophia von Daun-Oberstein (1445–1447)
- Elisabeth von Saffenberg (1447–1459)
- Sophia von Gleichen, sorella dell'abate di Werden (1459–1489)
- Meina von Daun-Oberstein (1489–rinuncia nel 1521; m. 1525)
- Margarete von Beichlingen (1521–1534) (badessa di Vreden)
- Sibylle von Montfort (1534–1551)
- Katharina von Tecklenburg (1551–1560)
- Maria von Spiegelberg (1560–1561)
- Irmgard von Diepholz (1561–1575)
- Elisabeth von Manderscheid-Blankenheim-Gerolstein (1575–rinuncia nel 1578 e si sposa)
- Elisabeth von Sayn (1578–1588) (badessa di Nottuln)
- Elisabeth von Manderscheid-Blankenheim (1588–1598)
- Margarete Elisabeth von Manderscheid-Blankenheim (1598–1604) (badessa di Gerresheim, Schwarzrheindorf e Freckenhorst)
- Elisabeth von Bergh-s'Heerenberg (1604–1614) (badessa di Freckenhorst e Nottuln)
- Maria Clara von Spaur, Pflaum und Vallier (1614–1644) (badessa di Nottuln e Metelen)
- Anna Eleonore von Stauffen (1644–1645) (badessa di Thorn)
- Anna Salome I di Salm-Reifferscheidt (1646–1688)
- Sede vacante: Reggenza del Capitolo Generale (1688–1690)
- Anna Salome II di Manderscheid-Blankenheim (1690–1691) (badessa di Thorn)
- Bernardina Sofia della Frisia orientale (1691–1726)
- Francesca Cristina del Palatinato-Sulzbach (1726–1776) (badessa di Thorn)
- Maria Cunegonda di Sassonia (1776–rinuncia nel 1802; morta 1826) (badessa di Thorn)